# Campanile

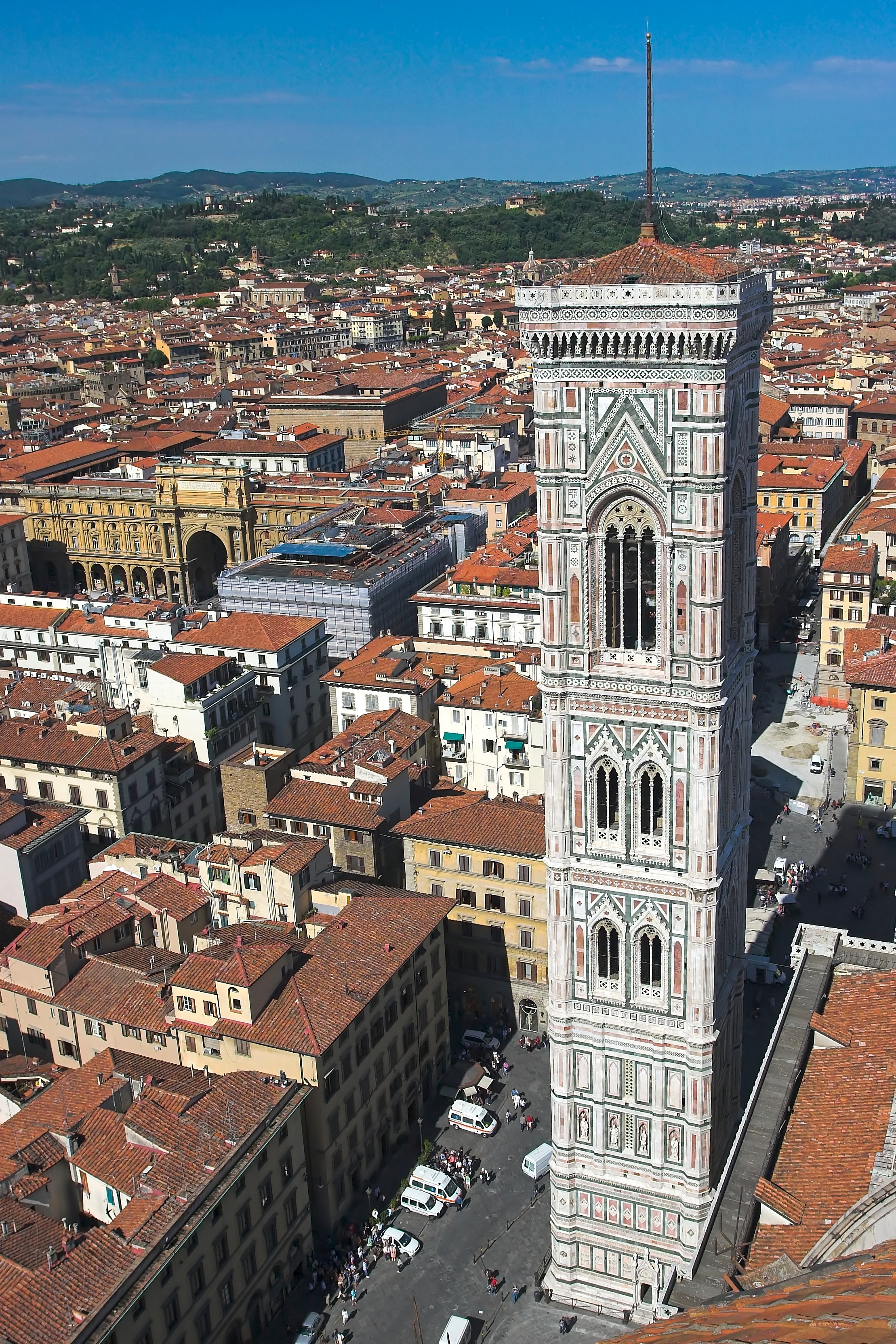
Il Campanile di Giotto a Firenze

Il campanile è una struttura architettonica destinata a sostenere le campane di una chiesa. Può essere a forma di torre, oppure un muro traforato da archetti in cui sono posizionate le campane. Quest'ultimo tipo di campanile si dice a vela. Una chiesa può anche avere più di un campanile.

## Storia

### Origine del tipo architettonico

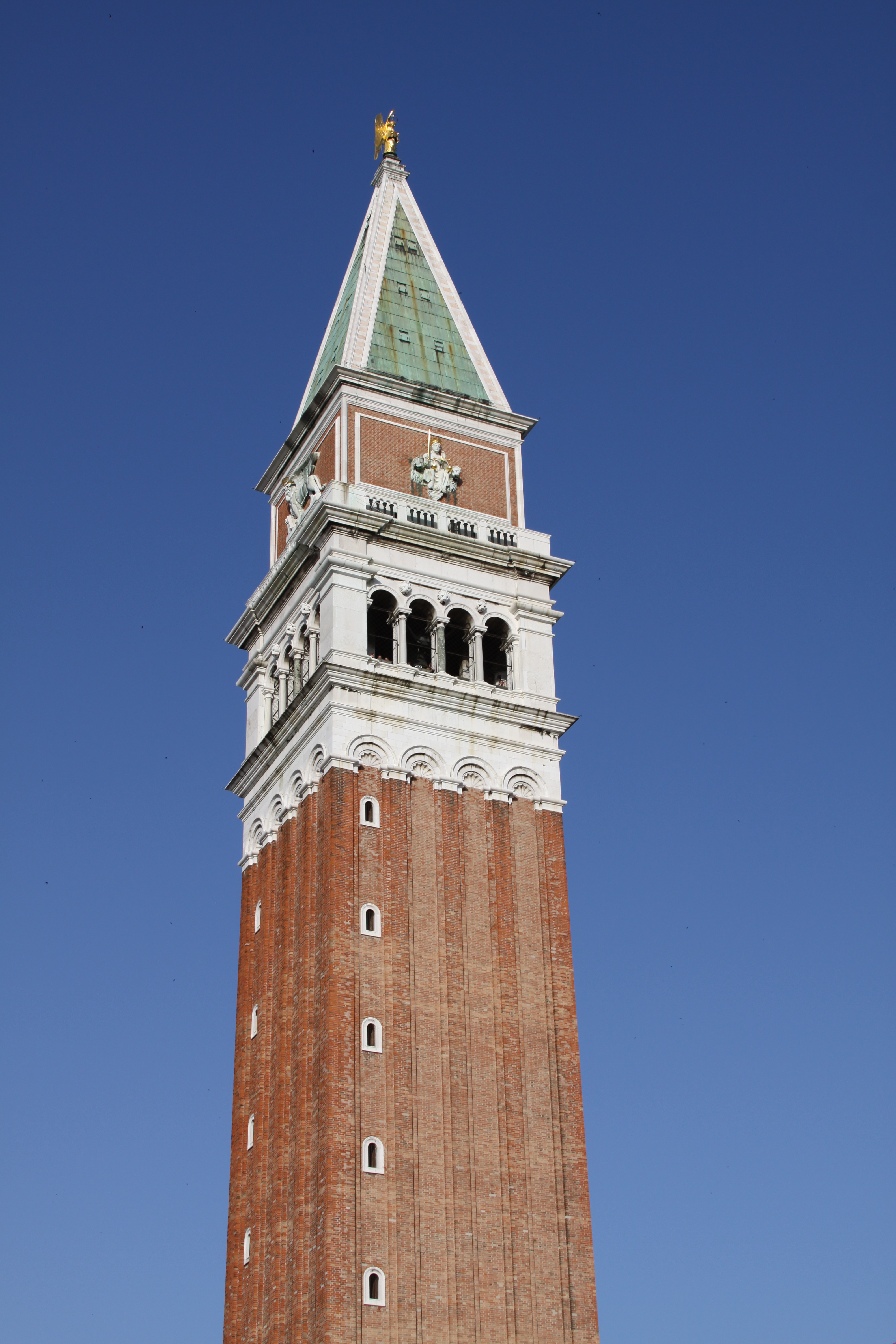
Campanile di San Marco, Venezia

La tradizione attribuisce a Paolino (V secolo), vescovo di Nola, la paternità dell'uso delle campane come richiamo per le adunate, ma risale al 561 la prima segnalazione di Gregorio di Tours che attesta l'uso della campana posta su un'apposita torretta per richiamare i fedeli. Questa costruzione si diffuse rapidamente a partire dall'VIII secolo da quando papa Stefano II fece costruire una torre campanaria dotata di tre campane nella Basilica di San Pietro in Vaticano.

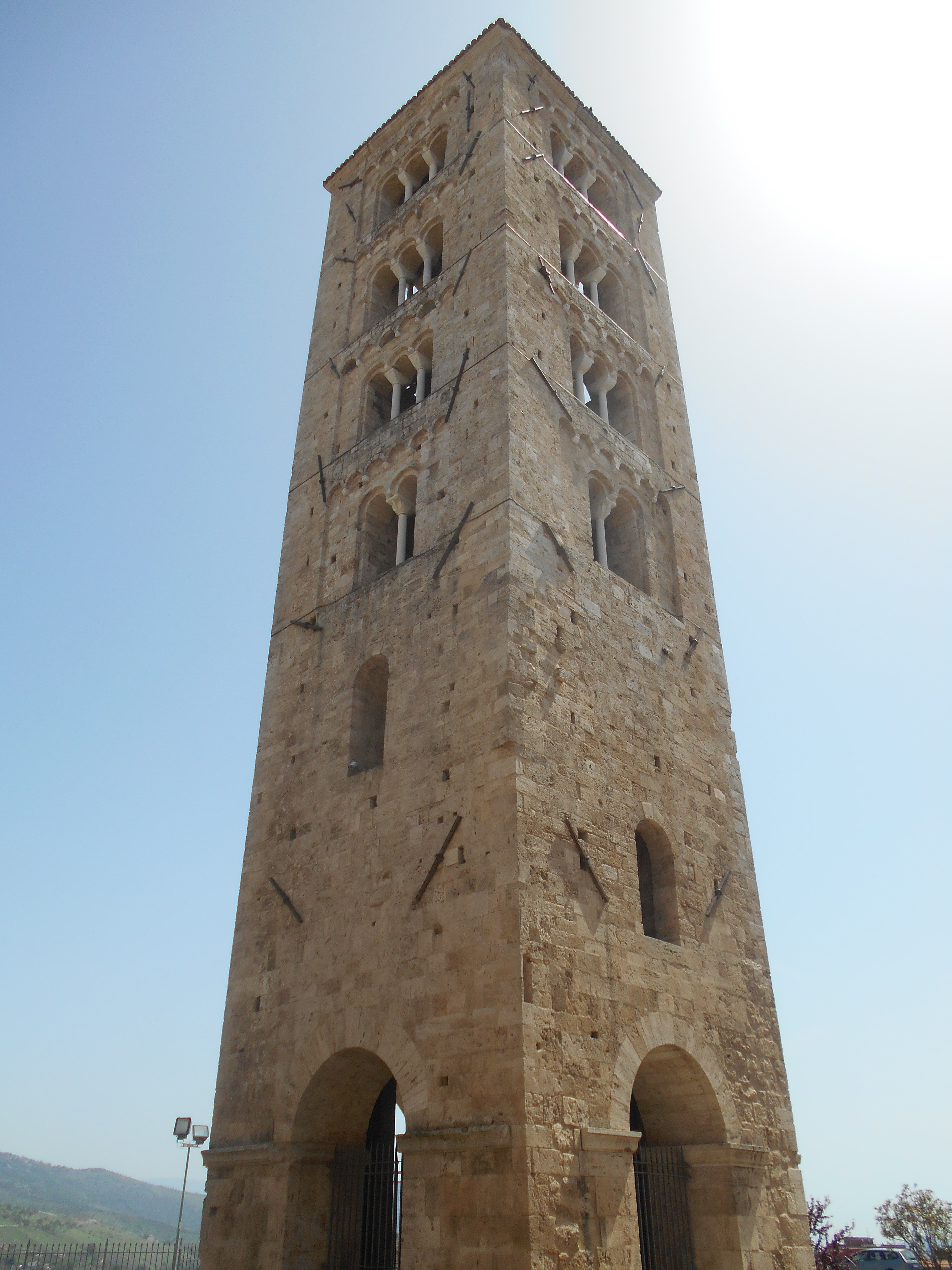
Campanile della Cattedrale di Anagni (FR)

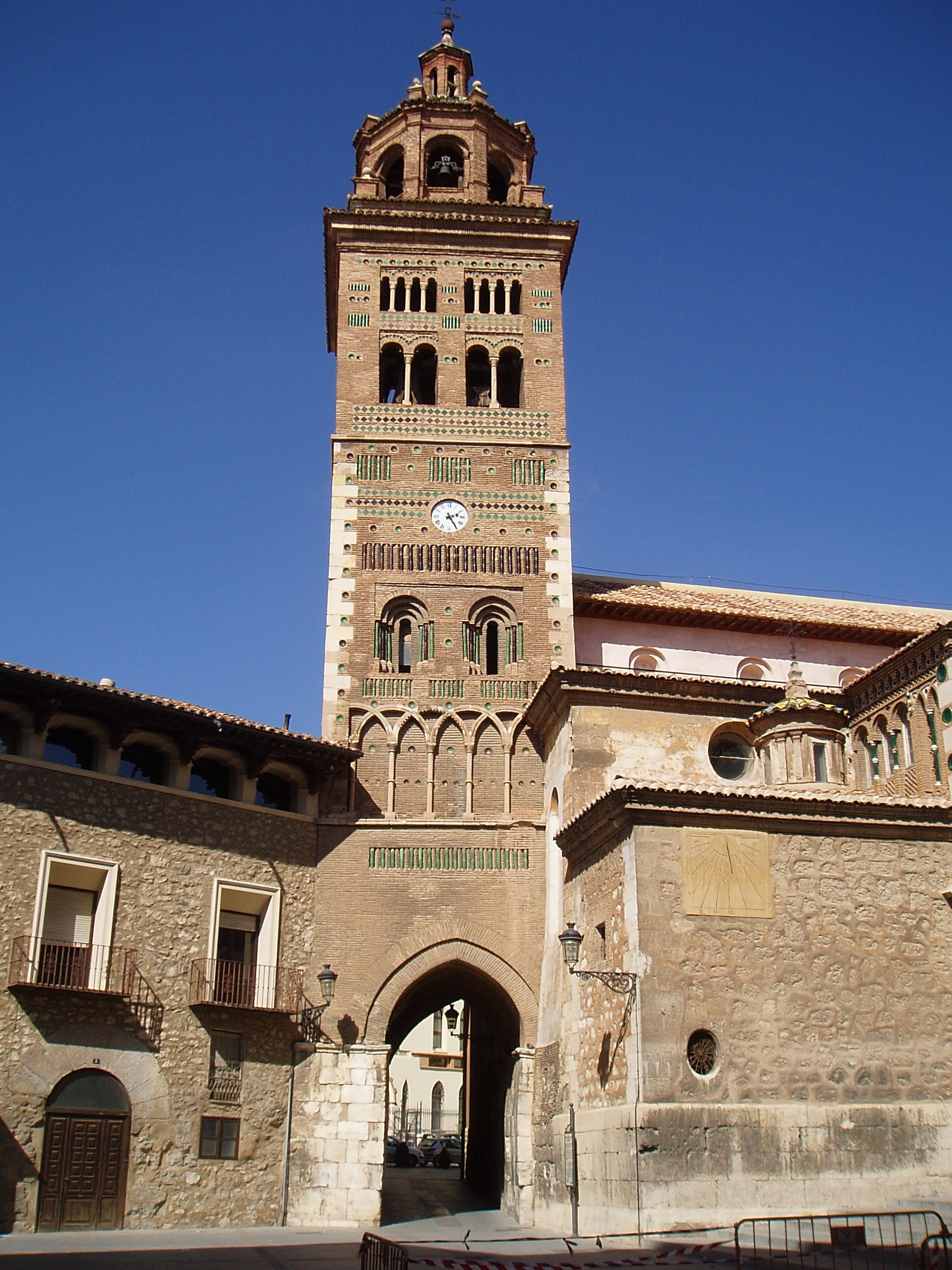
Il campanile della Cattedrale di Teruel. (Spagna)

Allo scopo di segnalare le funzioni religiose si aggiunse poi, soprattutto con la diffusione degli orologi meccanici, quella di segnare il passare delle ore con i rintocchi delle campane. Con il sorgere dei comuni nacquero i primi "campanili" non legati alle attività di culto quando si dotarono di campane le torri dei palazzi comunali.

## Descrizione
Il termine "campanile" si riferisce specificamente ad una torre isolata, separata dall'edificio principale, tipo architettonico di origine italiana, assai poco diffuso altrove. Molto più frequente all'estero il tipo della torre scalare o torre nolare, incorporata all'edificio principale, che può occupare differenti posizioni nella pianta: può trovarsi sopra la navata, sormontare il centro del transetto, con la cosiddetta torre di crociera o l'atrio dell'edificio. In quest'ultimo caso, fa spesso parte di un blocco architettonico elaborato a più piani e spesso con più di una torre, detto "corpo occidentale" dal tedesco Westwerk, o Westbau (letteralmente "costruzione occidentale"). Va detto che Westwerk e Westbau non sempre sono sinonimi. Generalmente il termine Westwerk si lascia in tedesco.
Nel passaggio tra età romana e medievale, le prime chiese furono edificate riciclando elementi architettonici già esistenti, come le torri di difesa. Un caso particolare, detto coro armonico, prevede due torri campanarie che rinserrino l'abside maggiore della chiesa.
I più antichi campanili erano a forma cilindrica. Un tale tipo di struttura è tipico, ad esempio, delle chiese di Ravenna (Basilica di Sant'Apollinare Nuovo, Basilica di Sant'Apollinare in Classe) e del duomo di Caorle, e della Pieve di Campanile di Lugo. I campanili a pianta quadrata sono caratteristici delle cattedrali romaniche. Quelli gotici sono a pianta poligonale. Sotto l'influsso dell'architettura nordica (Francia, Germania) le torri campanarie vengono innestate ai lati della facciata della chiesa o dell'abside. Questo tipo di struttura architettonica deriva probabilmente dalle torri di fortificazione romane. Si tratta di un tipico motivo che risente anche dell'influsso imperiale e feudale. È un elemento architettonico che si conosce anche per l'ingresso in una città come, per esempio, le torri che fiancheggiano la Porta Palatina a Torino.
L'architettura cristiana usa le torri campanarie come fortificazione della porta, simbolo di Cristo (Vangelo secondo Giovanni 10,8); le usa quindi per evidenziare fortemente l'ingresso nell'edificio sacro (Salmo 99, 2.4; 117, 19-20; 43,4).

### Campanile a vela
Il campanile a vela è utilizzato per lo più in chiese di modesta dimensione o importanza, o in casi in cui si voglia evitare ostentazione (come con le chiese francescane) prevede una struttura costituita da un muro semplice, elevato sopra la copertura della chiesa, forato da un'apertura nella quale sono ospitate le campane, che vengono mosse da una fune collocata all'interno della chiesa. L'assenza di cassa di risonanza e la struttura semplice fanno sì che non sia possibile alloggiare in questo tipo di campanile grandi campane, né che il suono giunga a grande distanza.

### Campane a bicchiere

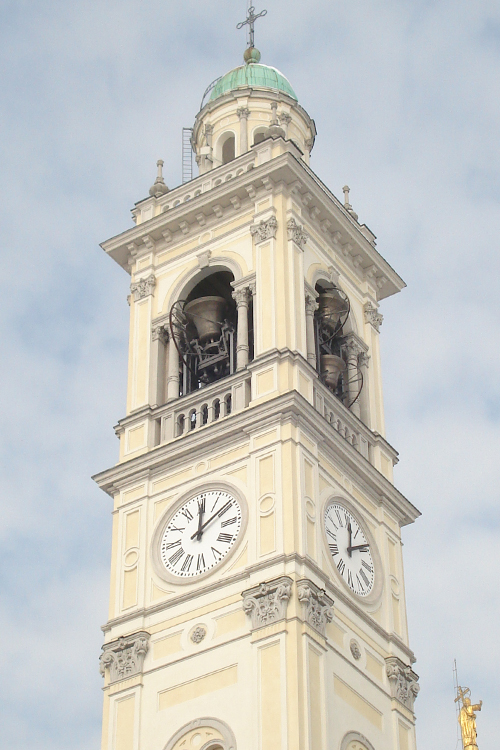
Le campane "a bicchiere" durante un concerto delle 8 campane della Basilica di San Martino in Magenta

I campanili della diocesi di Milano e di alcuni territori contermini su cui Milano ha avuto una storica influenza sono attrezzati, mediante speciali congegni, a permettere una rotazione di 180° e ottenere il fermo delle campane. La posizione della campana rovesciata viene denominata campana a bicchiere. Viene tradizionalmente usata durante i concerti solenni e i campanari devono essere dotati di una speciale abilità.

Anche nel sistema veronese si hanno concerti con le campane a bicchiere, salvo l'assenza del fermo e la possibilità della rotazione a 360°, emettendo un unico rintocco.

### Campanili famosi
Alcuni dei campanili più celebri del mondo si trovano in Italia e sono la Torre pendente di Pisa, il Campanile di Giotto a Firenze, Il campanile di San Marco a Venezia, ricostruito nel 1912 dopo il crollo del 1902, il Torrazzo di Cremona (che è uno dei più alti campanili in laterizio del mondo), la Ghirlandina del Duomo di Modena e quello del Duomo di Messina costruito dopo il terremoto del 1908 e munito del più grande orologio astronomico al mondo con numerose figure animate.

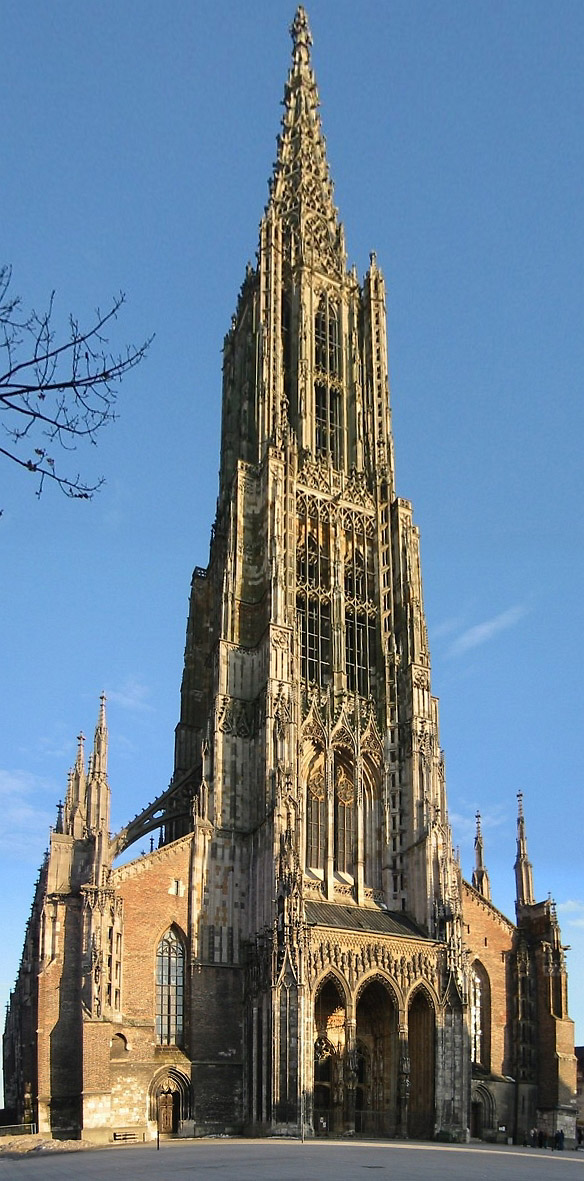
il campanile più alto d'Europa, quello del Duomo di Ulma, 161,53 m (Germania)

In Europa si trovano i più alti campanili del mondo, il maggiore è quello del Duomo di Ulma, con i suoi 161,53 metri d'altezza. Venne costruito in stile gotico dal XIV secolo, ma terminato, secondo i progetti originali, solo nel 1890. Il campanile storico più alto del mondo, è quello della Cattedrale di Strasburgo, alto 142 metri e terminato nel 1439. Dal 1625 al 1874 è anche stato l'edificio più alto del mondo.
Fra gli altri campanili famosi si ricordano quelli della Cattedrale di Rouen, in Francia, con la guglia traforata in ghisa che arriva a un'altezza di 151 metri; o ancora quelli del Duomo di Vienna e la cosiddetta Tour Inimitable del Municipio di Bruxelles, capolavori dello slancio ed equilibrio dell'architettura gotica; quello della Collegiata di San Martino di Landshut, che con i suoi 130,60 metri è la più alta torre in laterizi del mondo. Ottocentesca e neogotica è la torre del Big Ben a Londra.
La Giralda, campanile della Cattedrale di Siviglia, era un antico minareto. Un altro minareto trasformato in campanile è quello della Grande moschea di Cordova, sempre in Andalusia. In Alto Adige il Lago di Resia è noto per la particolarità di avere un campanile trecentesco immerso nelle acque.

## Musiche, funzioni e segnali

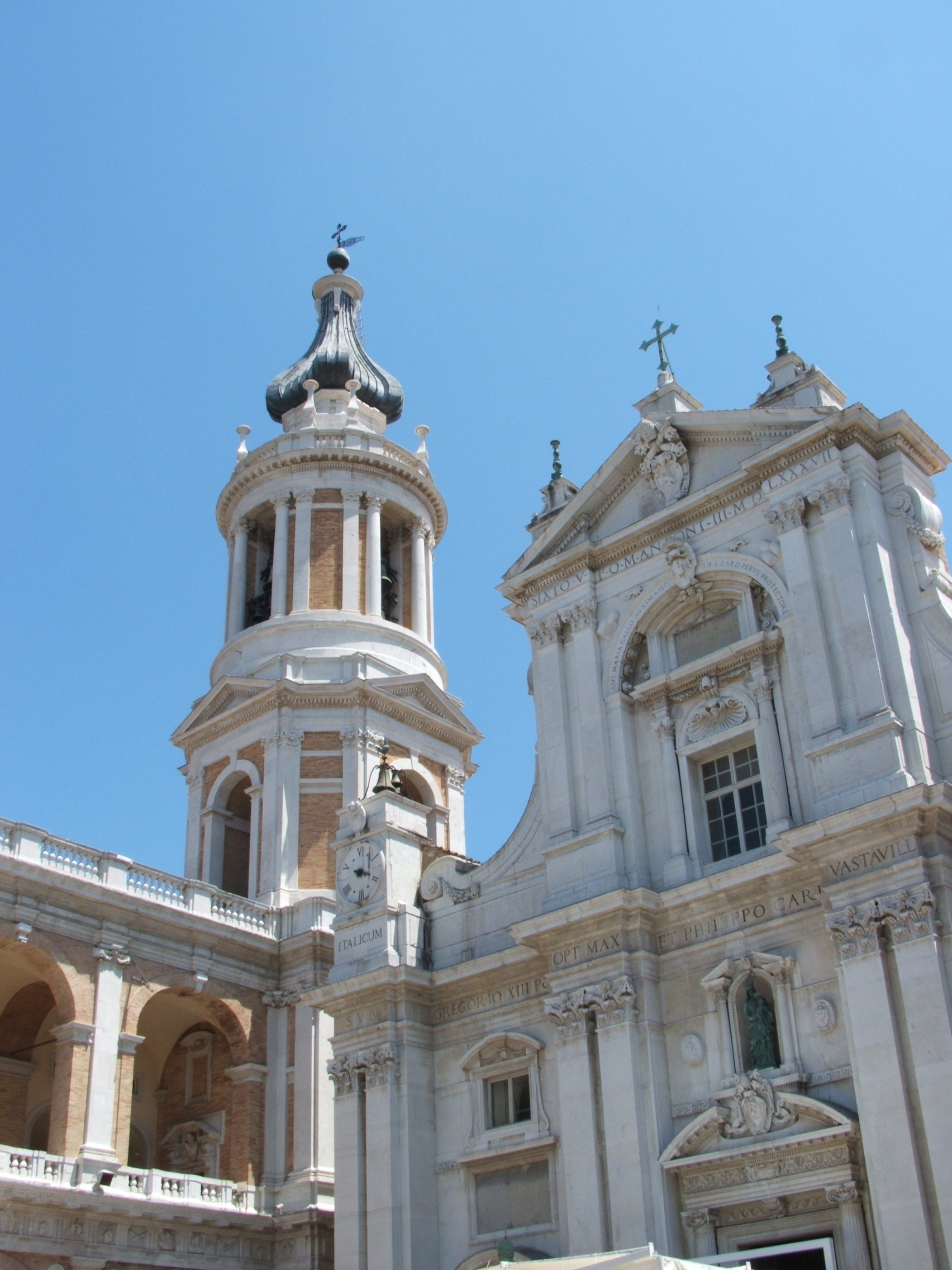
Il campanile del Santuario di Loreto

Ecco elencati i principali segnali (che variano da zona a zona) legati alla vita religiosa e civile:
Campane di edifici religiosi
- Annuncio Santa Messa: a seconda delle regioni e delle zone: 15, 30, 45 o 60 minuti prima della celebrazione
- Angelus Domini: mattino, mezzogiorno e sera. In alcune realtà quello del mattino è sostituito da una sonata notturna.
- Venerdì, ore 15: Agonia di Gesù
- Matrimoni, sacramenti, funerali, feste patronali, processioni, solennità, tridui, novene, rogazioni, quarant'ore
- Morte ed elezione del Pontefice
- Agonie
- Rintocchi ore e mezze (quarti in alcune località)
- Vari: catechismo, benedizione delle case, mese mariano (maggio)

Campane di edifici civici
- Convocazione consiglio comunale
- Lutti particolari
- Anniversari locali o nazionali (25 aprile, 1º maggio, 2 giugno, 4 luglio, 4 novembre e altri)
- Rintocchi ore, ribattuta, mezze ore, quarti
- Scuola
- Vari

Anticamente le campane segnalavano anche:
- le incursioni dei pirati
- gli incendi
- il coprifuoco
- le pestilenze
- in alcuni casi più recenti furono usate per avvisare l'arrivo di incursioni aeree

### I concerti più pesanti
La lista dei concerti di campane più pesanti, montati su di un campanile:
| #    | Locazione                  | Composizione del concerto                                                            | Campanone | Peso del concerto |
| ---- | -------------------------- | ------------------------------------------------------------------------------------ | --------- | ----------------- |
| I    | Monastero san sergio lavra | Sol1,sib1,do2, Sib2 ecc...                                                           | 72000 kg  | 1700000kg         |
| II   | Duomo di Salisburgo        | Lab3, Solb3, Mib3, Reb3, Sib2, Solb2, Mib2                                           | 14256 kg  | 38880 kg          |
| III  | Duomo di Vienna            | Do5, La4, Fa4, Re4, Do4, Sib3, Sol3, Fa3, Mib3, Do3, Sol2, Do2                       | 20130 kg  | 31513 kg          |
| IV   | Duomo di Utrecht           | Do#4, Si3, La#3, Sol#3, Fa#3, Mi#3, Mi3, Re#3, Do#3, Si2, La#2, Sol#2, Fa#2          | 8227 kg   | 31010 kg          |
| V    | Duomo di Dresda            | Re3, Si2, La#2, Sol2, Mi2                                                            | 11511 kg  | 28463 kg          |
| VI   | Cattedrale di Berna        | Sol#3, Mi3, Do#3, Do#3, Si2, Sol#2, Mi2                                              | 9940 kg   | 28005 kg          |
| VII  | Duomo di Erfurt            | Sib4, Lab4, Sol4, Reb4, Mi3, Re3, Do3, La2, Sol2, Mi2                                | 11450 kg  | 27145 kg          |
| VIII | Duomo di Würzburg          | Fa4, Re4, Do4, Sib3, La3, Sol3, Fa3, Mib3, Re3, Do3, Sib2, Sol2                      | 9080 kg   | 25009 kg          |
| IX   | Cattedrale di Strasburgo   | Lab4, Mib4, Do4, Si3, Lab3, Solb3, Fa3, Mib3, Reb3, Reb3, Sib2, Lab2                 | 8500 kg   | 24033 kg          |
| X    | Duomo di Friburgo          | Re5, Do5, La4, Sol4, Fa4, Re4, Do4, Sib3, La3, Sol3, Fa3, Mib3, Re3, Do3, Sib2, Sol2 | 6856 kg   | 24648 kg          |
| XI   | Duomo di Francoforte       | Do#4, Si3, La3, Sol#3, Fa#3, Mi3, Do#3, La2, Mi2                                     | 11950 kg  | 23385 kg          |